# Learjet 85
Learjet 85 je predlagano 8-sedežno reaktivno poslovno letalo proizvajalca Bombardier Aerospace. Program so začeli 30. oktobra 2007, vendar so ga leta 2015 prekinili, ker se je podjetje osredotočilo na proizvodnjo modelov CSeries in Global 7000/8000. Learjet 85 naj bi imel potovalno hitrost Mach 0,82 in dolet do 3.000 nmi (5.600 km). Bil bi prvo Bombardierjevo poslovno letalo z veliko uporabo kompozitnih materialov. 

## Specifikacije (Learjet 85)
Podatki iz Bombardier
Splošne značilnosti
- Posadka: 2
- Število sedežev: 8
- Dolžina: 20,76 m (68 ft 1 in)
- Razpon kril: 18,75 m (61 ft 6 in)
- Višina: 6,08 m (19 ft 11 in)
- Površina kril: 37,25 m2 (401,0 sq ft)
- Teža praznega letala: 10.977 kg (24.200 lb)
- Maks. vzletna teža: 15.195 kg (33.500 lb)[convert: nepravilna opcija]
- Pogon letala: 2 × Pratt & Whitney PW307B Turbofan

Zmogljivost
- Maks. hitrost: 871 km/h; 470 kn (541 mph)
- Potovalna hitrost: 829 km/h; 448 kn (515 mph)
- Doseg: 4.828 km; 2.607 nmi (3.000 mi)
- Višina leta: 14.935 m (49.000 ft)

Letalska elektronika

Rockwell Collins Pro Line Fusion